# 喜马拉雅麝
喜马拉雅麝，藏名译音为“喜马拉雅拉瓦”。马麝 (M. c. sifanicus) 是此种的亚种。

## 分布地域
阿富汗、不丹、中國、印度、緬甸、尼泊爾、巴基斯坦。

## 繁殖与保护
国家二级重点保护野生动物